# Katarzyna Rogowiec
Katarzyna Rogowiec (ur. 14 października 1977 w Rabce-Zdroju) – polska paraolimpijka, ekonomistka, działaczka społeczna, kandydatka do Parlamentu Europejskiego w wyborach w roku 2014.

## Życiorys
Ukończyła Finanse i Bankowość w Akademii Ekonomicznej w Krakowie ze specjalizacją finanse publiczne. Po studiach pracowała w Regionalnym Ośrodku Polityki Społecznej – samorządzie województwa przez 10 lat. Ukończyła studia podyplomowe na kierunku: Zarządzanie Personelem w Wyższej Szkole Zarządzania Personelem w Warszawie oraz studia podyplomowe na kierunku: Ekonomia społeczna na Uniwersytecie Ekonomicznym w Krakowie. Wiedzę w tych obszarach i zdobyte doświadczenie wykorzystała tworząc i współrealizując projekty w obszarze ekonomii społecznej.
W 2010 roku założyła Fundację Katarzyny Rogowiec Avanti, której głównym celem jest wspieranie osób niepełnosprawnych, działalność charytatywna oraz nauka i edukacja.
Od marca 2006 roku jest Członkinią Rady Zawodników przy Międzynarodowym Komitecie Paraolimpijskim, a od stycznia 2009 roku członkinią Komitetu Zawodników przy Światowej Agencji Antydopingowej.
Kilkakrotnie była obserwatorem największych imprez sportowych świata, zbierając doświadczenia organizacyjne na olimpiadach w Pekinie, Londynie, czy Igrzyskach Wspólnoty Brytyjskiej w Nowym Delhi w 2010 roku.
Dwukrotna mistrzyni paraolimpijska z Turynu (2006) w biegach narciarskich na 15 km techniką klasyczną i na 5 km techniką dowolną. Jest jedyną osobą, która zdobyła medale dla Polski na tych igrzyskach.
Straciła obie ręce w 1980 (jako 3-letnie dziecko) w wypadku ze sprzętem żniwnym.
W 2005 zwyciężyła w biathlonie w Mistrzostwach Świata w amerykańskim stanie Maine, w biegu indywidualnym na 12,5 km. Ma 3 srebrne medale z Mistrzostw Świata w 2003 w biegach narciarskich na 10 km i 15 km, oraz w sztafecie 3×2,5 km. Zajęła 4. miejsce w biegu narciarskim na 5 km na igrzyskach paraolimpijskich w Salt Lake City w 2002.
Katarzyna Rogowiec oraz Angelika Chrapkiewicz, Jacek Grzędzielski, Jarosław Rola, Jan Mela, Krzysztof Gardaś, Piotr Pogon, Krzysztof Głombowicz, Piotr Truszkowski i Łukasz Żelechowski wzięli udział w wyprawie trekkingowej na Kilimandżaro organizowanej przez Fundację Anny Dymnej MIMO WSZYSTKO, która odbyła się we wrześniu 2008 roku.
W 2014 roku bez powodzenia kandydowała do Parlamentu Europejskiego z listy Platformy Obywatelskiej w okręgu pomorskim. Zagłosowało na nią 1505 osób, co dało jej poparcie na poziomie 0,33%. 
Mówi biegle w języku angielskim i włoskim. Zna również język rosyjski i hiszpański.

## Nagrody i odznaczenia
- Postanowieniem Prezydenta RP z dnia 7 kwietnia 2006 za wybitne zasługi dla rozwoju sportu została odznaczona Krzyżem Kawalerskim Orderu Odrodzenia Polski[3].
- 2 grudnia 2022 za wybitne zasługi dla rozwoju i upowszechniania sportu osób niepełnosprawnych, za promowanie Polski na arenie międzynarodowej została odznaczona Krzyżem Oficerskim Orderu Odrodzenia Polski[4].[5]
- Złota odznaka "ZA ZASŁUGI DLA SPORTU" przyznawana przez Ministra Sportu
- medal Jubileuszu 80-Lecia Uniwersytetu Ekonomicznego w Krakowie decyzją Rektora i Senatu Uczelni z 5 czerwca 2006 r.
- zwyciężczyni 73 Plebiscytu Gala Mistrzów Sportu, kategoria Sportowiec Niepełnosprawny 2006
- laureatka Konkursu Lady D. im. Krystyny Bochenek 2008[6]
- wielokrotne wyróżnienia w Plebiscytach prasowych Dziennika Polskiego i Gazety Krakowskiej 2005, 2006, 2007, 2008, 2009, 2010, 2011
- liczne nagrody Marszałka Województwa Małopolskiego, a także Brązowy Medal Honorowy za Zasługi dla Województwa Małopolskiego[7]
- Uznana przez kapitułę Polskiego Komitetu Paraolimpijskiego najlepszym sportowcem 2010 i 2011 roku.

## Inne doświadczenia
- Członkini Rady Zawodników przy Międzynarodowym Komitecie Paraolimpijskim[8] (od 03.2006 do nadal, wybrana na II kadencję podczas Igrzysk Paraolimpijskich w Vancouver)
- Członek Misji Programu WADA Independent Observer – Commonwealth Games Delhi 2010 Mission
- w latach 2000–2007 udział w zawodach lekkoatletycznych – biegi na dystansach 400m, 800m, 1500m – wielokrotne Mistrzostwa i Wicemistrzostwa Polski
- zdobyła szczyt Kilimandżaro w wyprawie z grupą osób z niepełnosprawnością we wrześniu 2008 roku
- udział w biegach masowych narciarstwa biegowego – Bieg Piastów[9]
- Członkini Komitetu Zawodników przy Światowej Agencji Antydopingowej[10] od stycznia 2009 roku.
- Członkini Komisji do Zwalczania Dopingu w Sporcie od grudnia 2013 roku

## Osiągnięcia sportowe

### Igrzyska Paraolimpijskie
- ZIP Turyn 2006  bieg narciarski na 15 km techniką klasyczną
- ZIP Turyn 2006  bieg narciarski na 5 km techniką dowolną
- ZIP Vancouver 2010  bieg narciarski na 15 km techniką klasyczną

### Mistrzostwa Świata
- 2011  bieg narciarski na 5 km
- 2011  bieg narciarski sprint 3 x 1,2 km
- 2011  bieg narciarski na 15 km
- 2011  biathlon – sprint biatlonowy 3 x 1,2 km
- 2011  biathlon – bieg indywidualny na 7,5 km
- 2011  biathlon – bieg indywidualny na 12,5 km
- 2005  biathlon – bieg indywidualny na 12,5 km
- 2005  biathlon – bieg indywidualny na 7,5 km
- 2005  bieg narciarski na 5 km
- 2005  bieg narciarski na 10 km
- 2003  bieg narciarski na 10 km
- 2003  bieg narciarski na 15 km
- 2003  bieg narciarski – sztafeta 3×2,5 km

## Występy w Pucharze Świata
| Sezon     | Biegi narciarskie | Biathlon |
| --------- | ----------------- | -------- |
| 2006/2007 | 2                 | -        |
| 2007/2008 | 7                 | 6        |
| 2008/2009 | 3                 | 7        |
| 2009/2010 | 4                 | 7        |
| 2010/2011 | 4                 | 4        |
| 2011/2012 | 1                 | 2        |

### Biathlon – szczegółowo
| Sezon 2007/2008 |           |          |          |                  |                  |        |
| Vuokatti        | Vuokatti  | Nes      | Nes      | Punkty           | Punkty           | Punkty |
| 6               | 5         | 6        | 6        | 165              | 165              | 165    |
| Sezon 2008/2009 |           |          |          |                  |                  |        |
| Sollefteå       | Sollefteå | Whistler | Whistler | Góra Waszyngtona | Góra Waszyngtona | Punkty |
| 4               | 1         | 6        | 8        | –                | –                | 222    |
| Sezon 2009/2010 |           |          |          |                  |                  |        |
| Sjusjøen        | Sjusjøen  | Bessans  | Bessans  | Oberried         | Oberried         | Punkty |
| –               | 9         | 3        | 7        | 9                | 3                | 214    |

### Biegi narciarskie – szczegółowo
| Sezon 2006/2007 |                |                |                |                  |                  |          |        |           |           |           |           |        |
| Vuokatti        | Vuokatti       | Niemcy         | Niemcy         | Niemcy           | Niemcy           | Niemcy   | Niemcy | Sollefteå | Sollefteå | Vancouver | Vancouver | Punkty |
| –               | –              | 8              | 2              | 2                | 1                | –        | –      | –         | –         | 1         | 2         | 472    |
| Sezon 2007/2008 |                |                |                |                  |                  |          |        |           |           |           |           |        |
| Isny im Allgäu  | Isny im Allgäu | Isny im Allgäu | Isny im Allgäu | Vuokatti         | Vuokatti         | Vuokatti | Nes    | Nes       | Punkty    | Punkty    | Punkty    | Punkty |
| –               | –              | –              | –              | 8                | 4                | 5        | 5      | –         | 172       | 172       | 172       | 172    |
| Sezon 2008/2009 |                |                |                |                  |                  |          |        |           |           |           |           |        |
| Sollefteå       | Sollefteå      | Whistler       | Whistler       | Góra Waszyngtona | Góra Waszyngtona | Punkty   | Punkty | Punkty    | Punkty    | Punkty    | Punkty    | Punkty |
| 3               | 2              | 4              | 10             | 4                | 3                | 326      | 326    | 326       | 326       | 326       | 326       | 326    |
| Sezon 2009/2010 |                |                |                |                  |                  |          |        |           |           |           |           |        |
| Sjusjøen        | Sjusjøen       | Bessans        | Bessans        | Oberried         | Oberried         | Punkty   | Punkty | Punkty    | Punkty    | Punkty    | Punkty    | Punkty |
| 6               | 6              | 2              | 7              | 6                | 4                | 286      | 286    | 286       | 286       | 286       | 286       | 286    |

## Występy na Igrzyskach Paraolimpijskich
| Miejsce | Dzień    | Rok  | Miejscowość     | Konkurencja                       | Czas biegu | Strata  | Zwycięzca           |
| ------- | -------- | ---- | --------------- | --------------------------------- | ---------- | ------- | ------------------- |
| 9.      |          | 2002 | Salt Lake City  | 10 kilometrów techniką dowolną    | 38:00.2    |         | Tanja Kari          |
| 4.      |          | 2002 | Salt Lake City  | 5 kilometrów techniką klasyczną   | 15:34.0    |         | Tanja Kari          |
| 6.      |          | 2002 | Salt Lake City  | Sztafeta 3x2,5 kilometra          | OVL        |         | Norwegia            |
|         | 11 marca | 2006 | Turyn/Pragelato | 5 kilometrów                      | 15:00.7    | –       | –                   |
| 4.      | 15 marca | 2006 | Turyn/Pragelato | 10 kilometrów                     | 34:55.5    | +0:43.4 | Anna Burmistrowa    |
|         | 19 marca | 2006 | Turyn/Pragelato | 15 kilometrów                     | 52:41.0    | –       | –                   |
| 6       | 17 marca | 2006 | Turyn/Pragelato | Sztafeta 3x2,5 kilometra          | 27:23.7    | +3:52.3 | Rosja               |
| 4.      | 14 marca | 2006 | Turyn/Pragelato | 7,5 kilometra (biathlon)          | 27:30.4    | +1:36.2 | Jelena Gorbunowa    |
| 6.      | 11 marca | 2006 | Turyn/Pragelato | 12,5 kilometra (biathlon)         | 53:59.8    |         | Anne Floriet        |
| 5.      | 13 marca | 2010 | Vancouver       | 3 kilometry (biathlon)            | 13:36,3    | +2:12.2 | Anna Burmistrowa    |
|         | 15 marca | 2010 | Vancouver       | 15 kilometrów (biegi narciarskie) | 51:04.1    | +1:47.6 | Anna Burmistrowa    |
| 4.      | 17 marca | 2010 | Vancouver       | 12,5 kilometra (biathlon)         | 49:21.4    | +3:20.0 | Ołeksandra Kononowa |
| 12.     | 18 marca | 2010 | Vancouver       | 5 kilometrów                      | 19:01.2    | +2:59.9 | Ołeksandra Kononowa |
| 6.      | 20 marca | 2010 | Vancouver       | Sztafeta 3x2,5 kilometra          | 24:14.6    | +3:51.4 | Rosja               |
| 10.     | 21 marca | 2010 | Vancouver       | Sprint 1 km                       | 4:40.90    | +39.32  | Ołeksandra Kononowa |